# Jared Fogle
Jared Scott Fogle (sinh ngày 23 tháng 8 năm 1977), còn được gọi là "Subway Guy", là một người phát ngôn truyền hình của người Mỹ trước đây cho các nhà hàng của Metro. Sau khi giảm cân đáng kể nhờ ăn bánh mì sandwich của Subway, Fogle trở thành người phát ngôn cho các chiến dịch quảng cáo của công ty từ năm 2000 đến năm 2015.
Thời gian làm việc của Fogle với Subway đã kết thúc sau khi anh ta bị điều tra về việc làm tình với trẻ vị thành niên và nhận nội dung khiêu dâm trẻ em vào năm 2015. Vào ngày 19 tháng 8 năm 2015, anh ta đã đồng ý nhận tội tại tòa án liên bang về việc sở hữu sách báo khiêu dâm trẻ em và đi du lịch để trả tiền tình dục cho trẻ thơ vị thành niên. Fogle đã chính thức nhận tội với cáo buộc vào ngày 19 tháng 11 năm 2015 và bị kết án 15 năm tù 8 tháng tại nhà tù liên bang, tối thiểu là 13 năm trước khi đủ điều kiện để được thả sớm.

## Đầu đời
Fogle sinh ra ở Indianapolis, Indiana, con trai của Norman và Adrienne Fogle. Anh ta lớn lên trong một gia đình Do Thái
Anh đã làm lễ mitzvah trong một chuyến du lịch đi đến Israel, và sau đó đã được khẳng định bởi nhà thờ bảo thủ-tái thiết của anh. Năm 1995, Fogle tốt nghiệp trường Trung học North Central ở Indianapolis. Anh tốt nghiệp Đại học Indiana năm 2000 và sau đó làm việc một thời gian ngắn tại phòng quản lý doanh thu tại American Trans Air.

## Chiến dịch tàu điện ngầm
Fogle lần đầu tiên thu hút sự chú ý của giới truyền thông vào tháng 4 năm 1999, thông qua một bài viết của một cựu ký túc xá về sự sụt cân của Fogle và được xuất bản trong Indiana Daily Student. Sau đó, Fogle đã được giới thiệu trong một bài viết của tạp chí Men's Health, "Stupid Diets... that Work!" Theo bài báo, Fogle đã trở nên béo phì vì thiếu tập thể dục và ăn đồ ăn nhanh.
Fogle thay đổi thói quen ăn uống của mình khi chuyển sang ăn ở Subway bằng cách ăn những phần nhỏ hơn mà không có các loại gia vị có lượng calo cao như mayonnaise. Trong khi theo chế độ ăn kiêng này, anh đã mất hơn 200 pounds (91 kg). Một thương hiệu của Subway tại Chicago đã đưa câu chuyện của Fogle tới cơ quan quảng cáo của Subway tại Chicago.
Như là một thử nghiệm, công ty đã vận hành một chiến dịch quảng cáo trên truyền hình khu vực. Quảng cáo đầu tiên được phát sóng vào ngày 1 tháng 1 năm 2000, giới thiệu Fogle và câu chuyện của anh với tuyên bố sau đây: "Chế độ ăn kiêng của Subway, kết hợp với rất nhiều đi bộ, đã thành công cho Jared. Chúng tôi không nói điều này là dành cho tất cả mọi người. Hãy hỏi bác sĩ của bạn trước khi bắt đầu bất kỳ chương trình ăn kiêng nào, nhưng điều này đã thành công cho Jared."
Bởi vì quảng cáo thử nghiệm giới thiệu đã thành công, sau đó Fogle đã xuất hiện trong nhiều quảng cáo truyền hình cũng như các sự xuất hiện trong các cửa hàng được tài trợ trên khắp Hoa Kỳ. Anh đã nói chuyện về lợi ích của việc tập thể dục và ăn uống lành mạnh.
Năm 2002, Fogle là chủ đề của một tập phim của South Park mang tên "Jared Has Aides Fogle đã nói rằng mặc dù tập phim có "hài hước hơi bị nhạt", thực tế là toàn bộ tập phim đã dành cho anh ấy là "rất tâng bốc". Anh nói thêm "bạn biết bạn đã thực hiện thành công khi phim hoạt hình South Park bắt đầu chế nhạo bạn

Vào tháng 2 năm 2008, một chiến dịch quảng cáo xe điện ngầm gọi là "Tour de Pants" đã tổ chức lễ kỷ niệm Fogle duy trì mức giảm cân của mình trong một thập kỷ. Là một phần của chiến dịch, Fogle đã thông báo rằng ông sẽ không mặc đôi quần dài 62 inch của mình và đem chiếc quần tới một viện bảo tàng vào cuối buổi quảng cáo Bắt đầu từ năm 2008, sự hiện diện của Fogle trong các quảng cáo của Subway đã giảm do công ty đặt một sự nhấn mạnh mới vào chương trình quảng cáo "$ 5 Footlong"
Vai trò của Fogle trong Subway đã mang lại cho anh ta một số cơ hội khác, như sự xuất hiện trong WWE năm 2009 and 2011. Đến năm 2013, Fogle đã quay hơn 300 phim quảng cáo và tiếp tục xuất hiện và diễn thuyết cho công ty. Tàu điện ngầm cho biết 1/3 đến một nửa mức tăng trưởng doanh thu bán hàng cho Fogle, với số doanh thu tăng gấp ba lần từ năm 1998 đến năm 2011
Fogle cũng xuất hiện trong bộ phim Sharknado, bắt đầu với Sharknado 2: The Second One. Anh cũng đã có một lần xuất hiện trong Sharknado 3: Oh Hell No !, mặc dù nó đã bị cắt từ phiên bản phát sóng Kênh Syfy một tuần trước khi ra mắt, khi anh ta bị bắt vô nhà tù

## Quỹ Jared
Năm 2004, Fogle thành lập Quỹ Jared, một tổ chức phi lợi nhuận tập trung nâng cao nhận thức về béo phì ở trẻ em thông qua các chương trình và công cụ giáo dục cung cấp cho phụ huynh, trường học và các tổ chức cộng đồng.
Vào ngày 29 tháng 4 năm 2015, Russell Taylor, giám đốc Quỹ Jared, đã bị bắt tại nhà Indianapolis của mình về việc khai thác trẻ em, sở hữu sách báo khiêu dâm trẻ em và những cáo buộc về thị dâm. Fogle cắt đứt mọi quan hệ với anh ta ngay sau khi bị bắt. Taylor đã cố gắng tự tử vào ngày 6 tháng 5 năm 2015, tại Nhà tù Hạt Marion và được hỗ trợ cuộc sống. Taylor đã nhận tội với cáo buộc vào ngày 1 tháng 9 năm 2015 vào ngày 10 tháng 12 năm 2015, đã bị kết án 27 năm tù ở liên bang.
Vào tháng 8 năm 2015, một bài báo của tờ USA Today  báo cáo rằng Tổ chức Jared đã không cấp bất kỳ khoản tài trợ nào và cũng không tài trợ cho mục đích đã nêu. Bài báo nói thêm rằng, trung bình, quỹ đã chi 73.000 đô la một năm, phần lớn số tiền đó trả lương cho giám đốc điều hành quỹ. Hơn một phần tư số tiền này không được ghi nhận cho mỗi hồ sơ thuế của cơ sở. Bộ trưởng Ngoại giao Indiana đã giải thể tổ chức vào tháng 2 năm 2012 vì không phải trả lệ phí báo cáo hàng năm 5 đô la trong hai năm mặc dù đã được yêu cầu làm như vậy nhiều lần
Daniel Borochoff, chủ tịch tổ chức từ thiện phi lợi nhuận CharityWatch, trích dẫn lời của tờ USA Today, nói: "Nếu Jared thực sự quan tâm đến việc giúp đỡ trẻ em thông qua quỹ của mình, thì anh ta có thể kiếm được nhiều tiền hơn. Cũng như với rất nhiều người nổi tiếng khác, các tổ chức từ thiện dường như chú trọng đến việc nâng cao hình ảnh hơn là những hành động từ thiện.